# Barradères (arrondissement)
Barradères (em crioulo, Baradè), é um arrondissement do Haiti, situado no departamento do Nippes. De acordo com o censo de 2003, Anse-à-Veau  tem uma população total de 186 563 habitantes.

## Comunas
O arrondissement de Barradères é composto por 2 comunas.
- Barradères
- Grand-Boucan